# Obereulenbach
Obereulenbach ist ein Gemeindeteil des Marktes Rohr in Niederbayern im niederbayerischen Landkreis Kelheim. Bis 1972 bildete es eine selbstständige Gemeinde.

## Lage
Das Kirchdorf Obereulenbach liegt in der Hallertau etwa einen Kilometer südlich von Rohr.

## Geschichte
Mehrere Funde geben Hinweise auf eine jungsteinzeitliche Besiedlung. So ist eine von hier stammende Steinsäge heute im Archäologischen Museum der Stadt Kelheim ausgestellt. Der Ort hieß ursprünglich Alinpah oder Allinbach und war demnach ein Adelssitz des Alo oder Alin am Bach. 934 taucht dieser Name in den Ebersberger Traditionen auf (Cartular Ebersberg I). In den Schenkungs- und Kaufurkunden des um 1133 gegründeten Klosters Rohr ist Obereulenbach bereits vorhanden. Eberhard von Allnpach wurde 1138 der zweite Propst des Augustinerchorherrenstiftes, und in den folgenden Jahrhunderten war Obereulenbach immer eng mit dem Kloster Rohr verbunden. Bei den verschiedenen historischen Erwähnungen von Alnpach wird nicht zwischen Obereulenbach und Niedereulenbach (Alnpach inferius) unterschieden.
1755 bestand Obereulenbach aus 19 Anwesen. Bis zur Säkularisation in Bayern gehörten die Anwesen als Grund- und Zehentgehöfte dem Kloster Rohr, das den Ort auch seelsorglich betreute. 1803 wurde er eine Filiale der Pfarrei Rohr. Als 1852 das Benefizium gestiftet wurde, bekam Obereulenbach einen eigenen Geistlichen.
Die politische Gemeinde Obereulenbach entstand 1822 und gehörte zum Landgericht Abensberg. Sie kam am 1. April 1927 vom Bezirksamt Kelheim zum Bezirksamt Rottenburg a.d. Laaber und gehörte dann ab 1939 zum Landkreis Rottenburg an der Laaber. Im Zuge der Gebietsreform in Bayern wurde sie am 1. Juli 1972 in den Markt Rohr in Niederbayern eingemeindet.
Das einstige Schulhaus wurde 1909 erbaut und bis zur Schulreform in Bayern 1969 entweder zwei- oder einklassig geführt. Es befindet sich heute in Privatbesitz.

## Sehenswürdigkeiten
- Benefiziumskirche St. Sebastian. Die spätgotische Saalkirche war ursprünglich dem hl. Georg geweiht. Sie wurde 1712 durch den aus Wessobrunn stammende Joseph Bader im barocken Stil umgestaltet und nach Westen hin verlängert, das Turmobergeschoss entstand 1740 bis 1750. Die Kirche enthält Ausstattungsgegenstände aus mehreren Epochen. 1897 wurde der Hochaltar errichtet.

## Vereine
- BJB Obereulenbach
- Freiwillige Feuerwehr Obereulenbach. Sie wurde 1895 gegründet.
- KSV Partizan Obereulenbach 1982